# Phora hyperborea
Phora hyperborea är en tvåvingeart som beskrevs av Schmitz 1927. Phora hyperborea ingår i släktet Phora och familjen puckelflugor. Arten är reproducerande i Sverige. Inga underarter finns listade i Catalogue of Life.